# USS Turner (DD-259)
Za druga plovila z istim imenom glejte USS Turner.
USS Turner (DD-259) je bil rušilec razreda Clemson v sestavi Vojne mornarice Združenih držav Amerike.
Rušilec je bil poimenovan po pomorskem častniku Danielu Turnerju.

## Zgodovina
V vlogi rušilca je ladja služila le v letih 1919−22, nato pa je bila uporabljena kot ladja-svetilnik (1936-43) in nazadnje kot pomožna ladja (1943-46).